# Monokini (album)
A Monokini, D. Nagy Lajos első szólóalbuma.

## Az album dalai
1. "Serenia" (4:04)
2. "Érints meg!" (5:35)
3. "Nyári szerelem" (2:56)
4. "Álmainkból" (3:32)
5. "Szerencsejáték" (4:29)
6. "A szerelem éjszakája" (4:01)
7. "Enyém a csend" (4:46)
8. "Gyere a sötétbe" (3:30)
9. "Istenek lánya" (3:33)
10. "Ezredforduló" (4:16)

## Közreműködött
- D. Nagy Lajos – ének
- Zemplén Bertalan – szintetizátor, zongora, vonós-, dob- és ütős programok, samplerek
- Szentmártoni Gergely – akusztikus gitár, elektromos gitár, slide gitár
- Knapik Tamás – akusztikus gitár, elektromos gitár
- Nagy László – dobok
- Benkő László – szintetizátor, zongora
- Trunkos András – basszusgitár